# Mallophyton chimantense
Mallophyton es un género monotípico de plantas fanerógamas pertenecientes a la familia Melastomataceae. Su única especie Mallophyton chimantense, es originaria de Venezuela.

## Taxonomía
Mallophyton chimantense fue descrita por John Julius Wurdack y publicado en Memoirs of the New York Botanical Garden 10(5): 145. 1964.